# Bänderparadiesvogel
Der Bänderparadiesvogel (Semioptera wallacii) ist eine Art aus der Familie der Paradiesvögel (Paradisaeidae). Er ist der einzige Vertreter der Gattung Semioptera und kommt anders als die meisten Arten der Paradiesvögel nicht auf Neuguinea, sondern auf einer Insel der Molukken vor. Er gehört zur Unterfamilie der Eigentlichen Paradiesvögel. Verglichen mit anderen Männchen dieser Unterfamilie ist das adulte männliche Gefieder vergleichsweise wenig farbenprächtig, trotzdem ist der Geschlechtsdimorphismus bei dieser Art sehr ausgeprägt. Weibchen sind durchschnittlich 10 Prozent kleiner als die Männchen.
Wie mehrere andere Inselendemiten unter den Paradiesvögeln wird die Art von der IUCN als potenziell gefährdet (near threatened) eingestuft. Es werden zwei Unterarten unterschieden.

## Merkmale

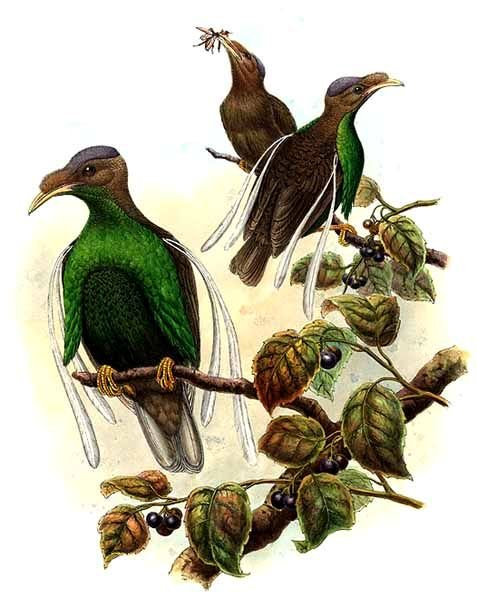
Bänderparadiesvögel, Illustration

### Körperbau und -maße
Der Bänderparadiesvogel ist mit einer Körperlänge von bis zu 26 Zentimeter einer der kleineren Paradiesvögel. Das Schwanzgefieder misst beim Männchen zwischen 7,1 und 9 Zentimeter. Anders als bei den meisten Paradiesvögeln ist das mittlere Steuerfederpaar nicht verlängert, sondern mit 6 bis 8,1 Zentimeter sogar geringfügig kürzer als das übrige Schwanzgefieder. Der Bänderparadiesvogel teilt dieses Merkmal mit den Ptiloris -Arten innerhalb der Unterfamilie der Eigentlichen Paradiesvögel.
Das Weibchen, das mit einer durchschnittlichen Körperlänge von 23 Zentimeter kleiner ist als das Männchen ist, hat ein Schwanzgefieder mit einer Länge zwischen 7,8 und 9,4 Zentimeter. Das mittlere Steuerfederpaar ist bei ihr ebenfalls nicht verlängert, sondern hat eine Länge von 4,2 bis 4,7 Zentimeter und ist damit deutlich kürzer als das übrige Schwanzgefieder.
Die Flügel sind lang und rund. Der Tarsus entspricht etwa 27 % der Flügellänge. Der Schnabel ist ausgesprochen kräftig und anderthalb mal so lang wie der Kopf und weist einen hohen Schnabelfirst auf. Er ist bei den Männchen 4,1 bis 4,8 Zentimeter lang, bei den Weibchen ist der Schnabel mit 3,7 bis 4,3 Zentimeter geringfügig kürzer. Die Männchen wiegen zwischen 152 und 174 Gramm, die Weibchen sind mit 126 bis 143 Gramm etwas leichter.

### Männchen
Das Männchen hat an der Schnabelbasis einen kleinen, aber auffälligen beigefarbenen Federtuff. Der Scheitel ist lavendelgrau und schimmert bei bestimmten Lichtverhältnissen leicht lila. An den Kopfseiten geht das Lavendelgrau in ein Beige über, auch dieser Teil des Kopfes schimmert bei bestimmten Lichteinfall leicht lila. Der Mantel und der Rücken sind olivbraun, der Bürzel ist etwas heller, während die Oberschwanzdecken etwas dunkler sind. Die Flügeldecken sind graubraun, die Alula und die Spitzen der Handschwingen sind zu einem weißlichen Ton aufgehellt. Auf jedem Flügel befinden sich zwei stark verlängerte, weiße Federn der kleinen Flügeldecken, die länger als die Flügel sein können.
Der Bartstreif, das Kinn und die Kehle sind dunkel rotbraun. Darunter befindet sich ein Brustschild aus intensiv irisierenden, smaragdgrünen bis bronzefarben grüngelben Federn, die an den Seiten stark verlängert sind. Bei bestimmten Lichteinfall können diese auch blaugrün schimmern. Die untere Brust sowie der Bauch sind olivfarben, der Bürzel und die Schenkel sind graubraun. Der Schnabel ist blass hornfarben, die Iris ist dunkelbraun. Die Beine und Füße sind gelborange.

### Weibchen
Das Weibchen ist nahezu vollständig olivfarben. Die Körperoberseite ist dabei etwas dunkler und die Körperunterseite etwas heller. Der kleine Federtuff oberhalb der Nasenlöcher ist kleiner als bei dem adulten Männchen. Weibchen haben außerdem keinen lavendelgrauen Scheitel und das Scheitelgefieder schimmert nur in geringem Maße lila. Die Oberseite des Schwanzgefieders ist graubraun, die Federschäfte der mittleren Steuerfedern sind weißlich. Die Zügel. die Ohrdecken, der Bartstreif, dass Kinn und die Kehle sind blass rehbraun.

### Jungvögel und Subadulte
Die männlichen Jungvögel ähneln zunächst dem Weibchen, haben aber einen etwas längeren Schwanz. Alfred Russel Wallace, der das Typusexemplar dieser Art sammelte, hielt bei seinen Feldbeobachtungen fest, dass Individuen im Federkleid eines Weibchen deutlich häufiger seien als die Männchen und schloss daraus, dass die Männchen das adulte Gefieder erst ab dem dritten oder vierten Lebensjahr tragen. Es ist bislang nicht genau bekannt, ab welchem Lebensalter die subadulten Männchen beginnen, in das Gefieder eines adulten Männchens zu wechseln. Auf Basis der Erkenntnisse für andere geschlechtsdimorphe Paradiesvögel unterschätzte Wallace den Zeitpunkt jedoch: Bei einigen Arten beginnt der Wechsel erst mit sechs bis acht Jahren.
Subadulte Männchen weisen zunächst nur einige Federn des adulten männlichen Gefieders auf, in der Schlussphase des Wechsels dagegen weisen nur einige Federn des weiblichen Gefieders auf ihr Alter hin. In der Regel ist es der Bereich der Flügel und des Schwanzgefieders, bei dem der Wechsel zuletzt stattfindet.

## Verbreitungsgebiet und Lebensraum

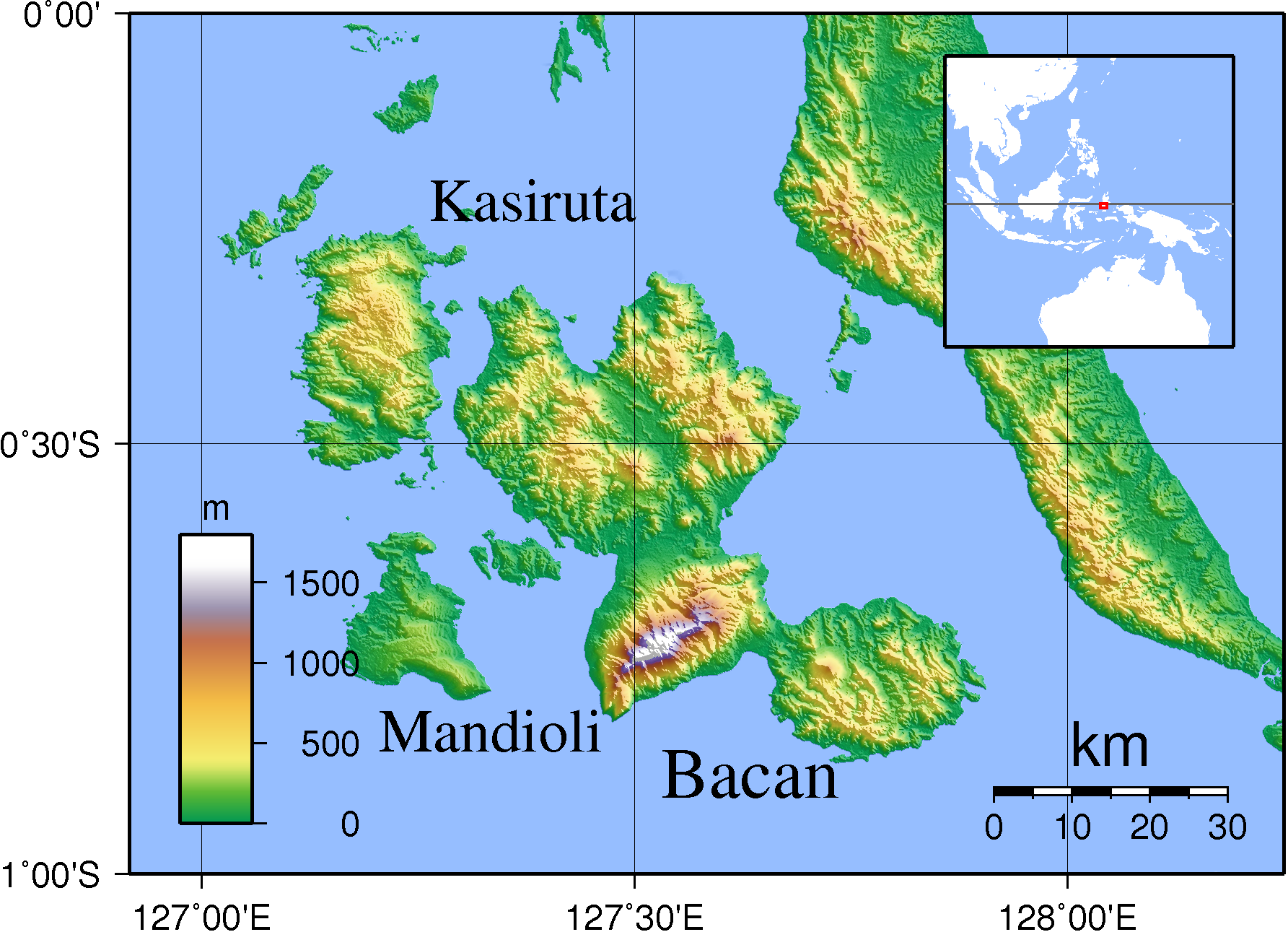
Kasiruta und die Bacan

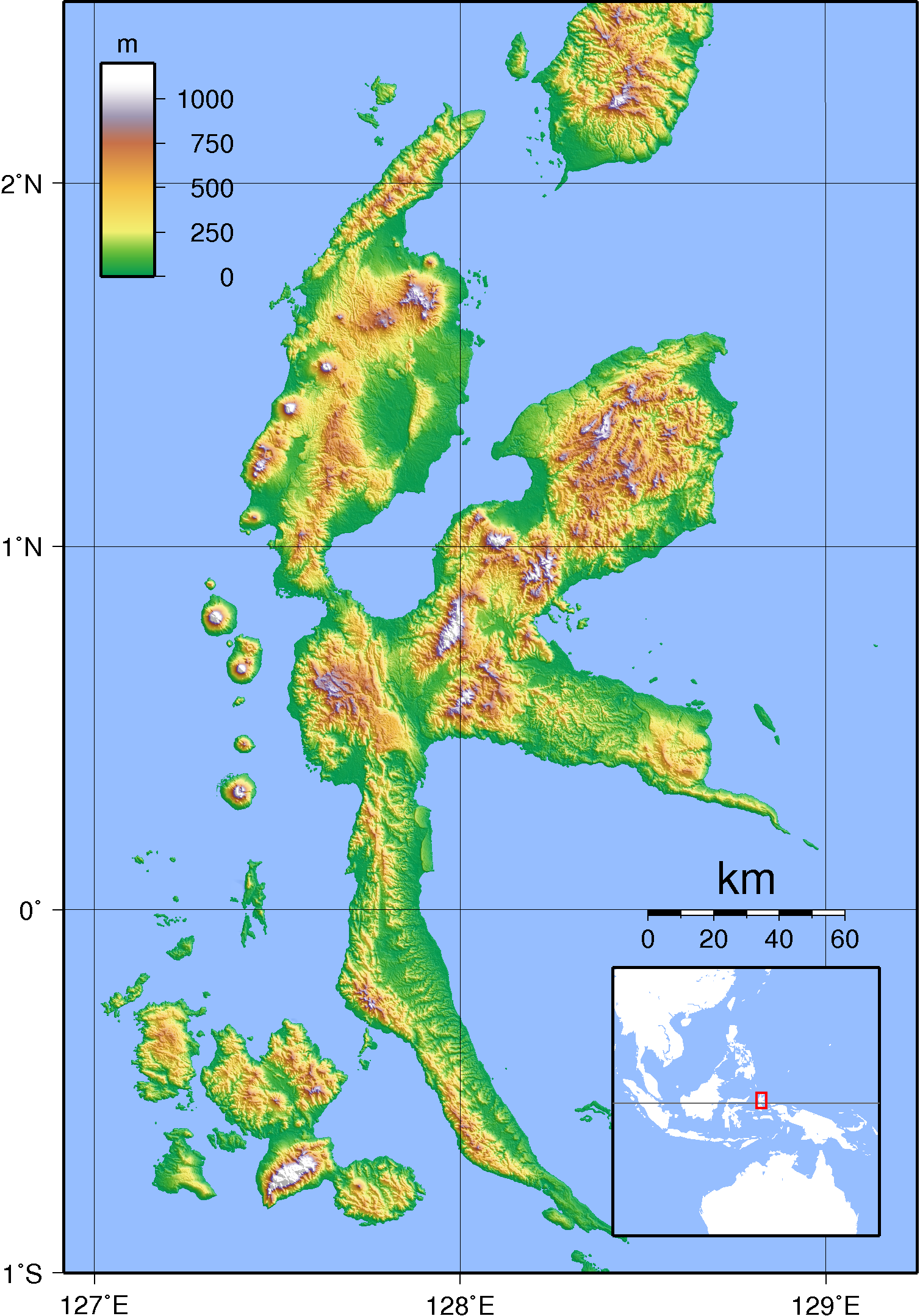
Halmahera mit Kasiruta und Bacan im Südwesten

Der Bänderparadiesvogel gehört zu den vergleichsweise wenigen Paradiesvogelarten, die nicht auf Neuguinea vorkommen. Er kommt nur auf einigen Inseln der Molukken vor, darunter mit Halmahera die größte der Molukkeninseln. Besiedelt werden außerdem die Inseln Kasiruta und Bacan.
Die Molukken sind eine indonesische Inselgruppe zwischen Sulawesi und Neuguinea. Halmahera ist mit einer Fläche von 18.040 km² die größte Insel der Inselgruppe. Bacan ist eine dicht bewaldete, hügelige und Insel vulkanischen Ursprungs. Sie liegt etwa 20 Kilometer vor der Küste der südlichen Halbinsel der Insel Halmahera. Bacans Landfläche beläuft sich auf rund 1.900 km²; der höchste Punkt liegt ca. 2.111 Meter über Meeresniveau. Das hügelige und dicht bewaldete Kasiruta ist ca. 400 km² groß und liegt wenige Kilometer vor der Nordwestküste von Bacan.
Auf Halmahera kommen Bänderparadiesvögel vorwiegend in Höhenlagen zwischen 250 und 1000 Metern vor. Auf Bacan ist der Länderparadiesvogel dagegen auch noch in Höhenlagen von 1150 Metern anzutreffen. Auf Halmahera ist die Verbreitung disjunkt. Sie kommen hier vor allem in Gebieten mit Steilabhängen und Kalksteinböden vor. Der präferierte Lebensraum sind dicht mit Balsambaumgewächsen, Kirschmyrten, Ebenholzbäumen, Vitex-Arten und Kauri-Bäumen bestanden und weisen ein dichtes, artenreiches Unterholz auf, bei dem Calamus-Arten dominieren. Im Sekundärwald sind sie selten, selbst hochgewachsener Sekundärwald wird von ihnen gemieden.
In dem Verbreitungsgebiet kommen zwei Unterarten vor:
- S. w. halmaherae Salvadori, 1881 – Verbreitung auf Halmthera. Diese Unterart unterscheidet sich von der Nominatform vor allem durch die Färbung des Scheitels und Nackens. Dieser irisiert rosa bis violett.[5]
- S. w. wallacii (G. R. Gray, 1859) – Kasiruta und Bacan.

## Lebensweise
Bänderparadiesvögel halten sich überwiegend im unteren Baumkronenbereich auf. Sie sind außerhalb der Balzplätze schwierig zu beobachten, da sie ausgesprochen scheu sind und im dichten Blattwerk wenig auffallen. Abseits der Balzplätze leben sie einzelgängerisch oder zu zweit. Nur gelegentlich sind auch kleine Trupps von drei bis vier Individuen zu beobachten. Sie sind während der Nahrungssuche gelegentlich auch mit anderen Arten wie Goldschwanzbülbül (Thapsinillas affinis), Brillen-Monarch, Molukken-Monarch (Myiagra galeata), Gelbbauch-Dickkopf (Pachycephala pectoralis) und Glanzspitzendrongo (Dicrurus bracteatus) zu beobachten. Sie sind in diesen Gruppen aber nur sehr schwer auszumachen. Als sicher gilt, dass zahlreiche Männchen des Bänderparadiesvogels sich nachts an den traditionellen Bolzplätzen einfinden, um dort zu ruhen.
Bänderparadiesvögel sind überwiegend Fruchtfresser. Der Anteil, den Früchte bei der Deckung ihres Nahrungsbedarfes spielen, wird auf 50 bis 75 Prozent geschätzt. Sie fressen bevorzugt kleine Früchte mit einem Durchmesser von weniger als 1 Zentimeter. Darüber hinaus fressen sie Gliederfüßer. Sie finden diese animalische Kost überwiegend auf den Blattkronen von Palmen. Alfred Russel Wallace, der einige Individuen dieser Art eine Zeit hielt, um sie dann nach Großbritannien zu exportieren, beschreibt sie als geschickte Insektenfresser. Ähnlich wie viele andere Paradiesvögel halten sie Insekten wie Heuschrecken oder große tropische Kakerlaken mit einem Fuß fest, während sie mit dem Schnabel ihre Beine und Flügel entfernen. Er beobachtete Bänderparadiesvögel auch bei ihrer Suche nach Insekten. Ihre Fähigkeit, sich an Baumstämmen festzuhalten, verglich er mit der von Spechten. Frith und Beehler halten angesichts der Nichtverwandtschaft mit Spechten den Vergleich mit den ebenfalls zu den Paradiesvögeln gehörenden Epimachus-Arten jedoch für passender.

## Fortpflanzung
Die Männchen sind polygyn, das heißt, sie paaren sich mit einer möglichst großen Anzahl von Weibchen. Die Partner gehen nach der Paarung keine eheähnliche Gemeinschaft ein, sondern trennen sich danach sofort wieder. Die Weibchen bauen alleine das Nest und ziehen alleine den Nachwuchs groß.
Die Balz ist bislang nur wenige Male in freier Wildbahn beobachtet worden. Ähnlich wie die Arten aus der Gattung der Eigentlichen Paradiesvögel balzen die Männchen des Bänderparadiesvogels in Gruppen an einem Lek. Nach bisherigem Kenntnisstand beginnt die Balz im April während der Trockenzeit und endet mit dem Beginn der Regenzeit etwa im September. Die Brutzeit fällt mindestens in die Monate Mai bis September.
Bis zum Ende des 20. Jahrhunderts wurde nur ein einziges Nest des Bänderparadiesvogels in freier Wildbahn gefunden. Da der Länderparadiesvogel kaum in Zoologischen Gärten gehalten wird, liegt über Brut und Aufzucht der Nestlinge kaum Erkenntnisse vor. Das am 9. Mai gefundene Nest enthielt nur ein Ei. Bei einem Wiederbesuch des Nistplatzes am 9. Juni enthielt es einen Nestling, der noch in dem Monat ausflog.

## Systematik
Der Schädel hat die typischen Merkmale der Eigentlichen Paradiesvögel und weist innerhalb dieser Unterfamilie besonders große Ähnlichkeit zu den Gattungen Reifelvögel, Seleucidis  und Paradisaea  auf. Das Balzverhalten weist ebenfalls Ähnlichkeiten mit den Paradisaea-Arten auf. Die Weibchen sind ähnlich wie die Weibchen dieser Gattung auf der Körperunterseite nicht quergebändert.

## Haltung
Bänderparadiesvögel werden nur selten in Zoologischen Gärten gehalten. Wallace exportierte 1869 allerdings einige Individuen nach Großbritannien und in den Vereinigten Staaten wurden in den 1930er Jahren im Washingtoner Zoo ein Männchen sowie ein weiteres Individuum von der New York Zoological Society gehalten.

## Trivia
Über die Schreibweise des Artepithetons herrschte lange Zeit Uneinigkeit. George Robert Gray berichtete 1859 bei einem Zusammentreffen der Zoological Society of London von einer neuen Art der Paradiesvögel. Er bezog sich in seinem mündlichen Bericht nur auf einen Brief und eine Skizze von Alfred Russel Wallace, der das Typusexemplar 1858 auf Bacan gesammelt hatte. Das Typusexemplar erhielt Gray erst später. Im Protokoll dieses Zusammentreffens wurde das Artepitheton als wallacei festgehalten, während Gray später das Artepitheton wallacii nutzte. Die International Commission on Zoological Nomenclature entschied 1990, das wallacii die verbindliche Schreibweise des Artepithetons sei.

## Einzelbelege
1. 1 2   Frith & Beehler: The Birds of Paradise - Paradisaeidae. S. 417.
2. ↑   standardwing-bird-paradise-semioptera-wallacii Handbook of the Birds of the World zum Bänderparadiesvogel, aufgerufen am 11. Oktober 2017
3. 1 2 3   Frith & Beehler: The Birds of Paradise - Paradisaeidae. S. 418.
4. 1 2 3   Frith & Beehler: The Birds of Paradise - Paradisaeidae. S. 419.
5. 1 2 3   Frith & Beehler: The Birds of Paradise - Paradisaeidae. S. 420.
6. 1 2 3   Frith & Beehler: The Birds of Paradise - Paradisaeidae. S. 427.